# Bangsri (Sukodono)
Bangsri is een bestuurslaag in het regentschap Sidoarjo van de provincie Oost-Java, Indonesië. Bangsri telt 4033 inwoners (volkstelling 2010).